# Бездольний Борис Ілліч
Борис Ілліч Бездо́льний (нар. 19 жовтня 1934, Розівка — пом. 5 жовтня 2001, Запоріжжя) — український прозаїк, поет, журналіст; член Спілки радянських письменників України з 1970 року.

## Біографія
Народився 19 жовтня 1934 року в селі Розівці (нині селище міського типу Пологівського району Запорізької області, Україна). 1957 року закінчив факультет журналістики Київського університету.
До 1985 року працював у редакціях обласних газет Запоріжжя, очолював Запорізьке обласне літературне об'єднання. Член КПРС з 1961 року. Помер у Запоріжжі 5 жовтня 2001 року.

## Творчість
Писав українською та російською мовами. Автор книг:
- «Трутні» (1960);
- «Твій слід на землі» (1961);
- «Вогонь горить у серці» (1964);
- «Смерть обминає сміливих» (1966, збірка нарисів про події німецько-радянської війни, мужність співвітчизників);
- «Директор заводу» (1966);
- «Запоріжжя моє, Запоріжжя» (1969, документальна повість);
- «Блискавка в добрих руках» (1972, повість із заводського життя);
- «Сонячна далина» (1984, повість)

Писав також вірші про мирну працю сучасників — робітників індустріального Запоріжжя. Багато віршів перекладено мовами інших народів колишнього СРСР.

## Відзнаки
- Нагороджений Почесними Грамотами Президії Верховної Ради Абхазької та Калмицької АРСР (за поетичну перекладницьку діяльність)[1];
- Лауреат премії заводу «Дніпроспецсталь» імені Олександра Трегубенка (1984)[1].